# 956 Elisa
956 Elisa је астероид главног астероидног појаса чија средња удаљеност од Сунца износи 2,298 астрономских јединица (АЈ). 
Апсолутна магнитуда астероида је 12,6 а геометријски албедо 0,213.